# スフィアリーガー 朝練スタンバイ
スフィアリーガー 朝練スタンバイ（スフィアリーガー あされんスタンバイ）は、JFN系列の各局で、日曜日早朝（土曜日深夜）に放送されていたラジオ番組である。
2006年10月7日（8日早朝）放送開始、2007年3月31日（4月1日早朝）終了。

## パーソナリティ
- 安田美香
- 田代さやか
二人とも、ホリプロの芸能人女子フットサルチーム、XANADU loves NHCの所属。

## 概要
- 主な番組の流れとしては、
  - 安田美香、田代さやかのパーソナリティ二人によるしゃべり （大声を出し合うことも時々）
  - リスナーからのメッセージ紹介
  - 週刊フットサル情報（スフィアリーグ関連の情報や、二人の予定の情報を扱うコーナー）

といったような構成。ただ、リスナーのメッセージについては当初はほとんど届かず、2人が何度も『お便りください』と呼びかけていたこともあった。
- 合間に曲（主に洋楽）がかかるが、二人からの曲紹介は特に行われない。
- 基本的にはスタジオで収録されるものを放送しているが、日によっては外で収録されたものも放送されている。2006年11月19日放送分は東京・六本木のヴェルファーレで収録。同年12月2日の放送は、11月30日有明コロシアムで行われたスフィアリーグのファイナルステージの試合の合間のトークが放送された。この日は同じXANADU loves NHCに所属する仁藤優子が登場、ライバルチーム・Gatas Brilhantes H.P.の吉澤ひとみ、辻希美の録音コメントも放送されている。
- 2006年12月23日の放送では、“リスナーメッセージ特集”と称して、30分間メッセージをまとめて紹介していた。
- 2006年12月30日の放送では、スタジオゲストに緑友利恵を迎えている。
- 番組の終わりに「じゃばねー」というあいさつ（田代自身のブログでこの言葉を流行らせようとしているとのこと）で締めていた。エンディングテーマは『セサミストリート』のテーマのインストルメンタルバージョン。

## 放送時間・放送されていた局
全局、毎週日曜日4:30 - 5:00 （土曜日深夜28:30 - 29:00、JST）。
| - FM青森 - FM岩手 - FM秋田 (AFM) - FM山形 (Boy-FM) - ふくしまFM - FMぐんま - RADIO BERRY (FM栃木) - FM長野 - FM-NIIGATA | - 岐阜FM (Radio 80) - FM三重 (Radio CUBE FM三重) - FMとやま - FM石川 (HELLO FIVE) - FM福井 - e-radio (エフエム滋賀) - Kiss-FM KOBE - エフエム山陰 (V-air) - FM岡山 | - 広島FM（HFM） - FM山口 (FMY) - FM香川 (be file786) - FM高知 - FM佐賀 (FMS) - FM長崎 (SMILE-FM) - エフエムクマモト - FM大分 (Air-Radio FM88) - FM宮崎(JOY FM) - FM鹿児島 (μFM) - FM沖縄 |